# Paectes panballa
Paectes panballa är en fjärilsart som beskrevs av Dyar 1914. Paectes panballa ingår i släktet Paectes och familjen nattflyn. Inga underarter finns listade i Catalogue of Life.